# Eclissi solare del 2 settembre 2054
L'Eclissi solare del 2 settembre 2054 è un evento astronomico che avrà luogo il suddetto giorno attorno alle ore 01:09 UTC.

## Eclissi correlate

### Eclissi solari 2051 - 2054
Questa eclissi è un membro di una serie semestrale. Un'eclissi in una serie semestrale di eclissi solari si ripete approssimativamente ogni 177 giorni e 4 ore (un semestre) in nodi alternati dell'orbita della Luna.

### Ciclo di Saros 155
L'evento fa parte del ciclo di Saros 155, che si ripete ogni 18 anni, 11 giorni (223 mesi sinodici), contiene 71 eventi. La serie iniziò con un'eclissi solare parziale il 17 giugno 1928. Comprende eclissi totali dal 12 settembre 2072 al 30 agosto 2649. La serie comprende  anche 3 eclissi ibride dal 10 settembre 2667 al 3 ottobre 2703 e 20 eclissi anulari dal 13 ottobre 2721 all'8 maggio 3064.
La serie termina al membro 71 con un'eclissi parziale il 24 luglio 3190. Le eclissi totali più lunghe saranno il 26 ottobre 2144 e il 7 novembre 2162, a 4 minuti e 5 secondi.